# Charles William Winnington-Ingram
Charles William Winnington-Ingram (* 7. Juni 1850; † 1923) war ein britischer Marineoffizier.

## Leben
Charles William Winnington-Ingram war eines von zehn Kindern von Rev. Edward Winnington-Ingram (1814–1891), anglikanischer Pfarrer von Stanford-on-Teme in Worcestershire und dessen Frau Maria Louisa, der Tochter von Bischof Henry Pepys. Der spätere Bischof von London Arthur Winnington-Ingram war sein jüngerer Bruder. Winnington-Ingrams Vater war der zweite Sohn von Rev. Edward Winnington-Ingram († 1851). Dieser wiederum war ein Sohn von Sir Edward Winnington, 2. Baronet.
Winnington-Ingram diente in der Royal Navy. Im Verlauf seiner Karriere erhielt er den Rang eines Captain. 1910 ging er in den Ruhestand und erhielt den Rang eines Rear-Admiral. Bereits sein Onkel Herbert Frederick Winnington-Ingram war Rear-Admiral in der Royal Navy.
Am 6. Februar 1894 heiratete er Ida Vere Maude Chambers († 1945). Aus der Ehe gingen zwei Töchter und zwei Söhne hervor, darunter der klassische Philologe Reginald Pepys Winnington-Ingram.